# Liebe Amelie
Liebe Amelie ist ein deutscher Fernsehfilm aus dem Jahre 2005 der Regisseurin Maris Pfeiffer.

## Handlung
Die 17-jährige Amelie zieht mit ihren Eltern Bernd und Kristin aus dem provinziellen Burghausen nach München um. Während ihre Eltern damit beschäftigt sind, sich im neuen Umfeld einzuleben, übersehen sie, dass es ihrer Tochter nie gelingt, Fuß zu fassen. Sie schafft es nicht, neue Freunde zu finden, sie vereinsamt und wird depressiv. Ein Suizidversuch scheitert, wird aber von der kleinen Familie als Ausrutscher abgetan.
Mutter Kristin versucht in der Folge besonders fürsorglich zu ihrer Tochter zu sein, bemerkt dabei aber nicht, wie eingeengt sich Amelie hierdurch fühlt. Vater Bernd hingegen beschleichen immer stärkere Zweifel an der Ausrutscher-Theorie. Er vermutet als erster ein geplantes Verhalten, scheut aber die Konsequenzen.
Die Situation eskaliert, als sich die fanatische Tierschützerin Amelie nackt am Tor von Bernds neuer Firma ankettet, um gegen deren indirekte Beteiligung an Tierversuchen zu protestieren. Amelie ist völlig außer sich und kaum zu beruhigen, so dass ihr Vater schließlich der Einweisung in eine Psychiatrie zustimmt. Kristin ist darüber empört und versucht umgehend Amelies Entlassung zu erreichen, obwohl die Ärzte ihr dringend davon abraten. Amelie sei manisch-depressiv und benötige professionelle Hilfe. Doch die Mutter ist noch nicht bereit, dies zu akzeptieren.
Wieder zu Hause wird Amelie nun zusätzlich durch die Trennung der Eltern belastet. Da sich der Zustand der Tochter immer weiter verschlechtert, beschließen Bernd und Kristin mit ihr einige Tage Urlaub zu machen. Dort gerät die Situation nun endgültig außer Kontrolle. Amelie zieht ziellos durch die Nacht und wird zudem vergewaltigt. Jetzt ist auch Kristin bereit anzuerkennen, dass ihre Tochter ernsthaft krank ist.
Amelie beginnt eine stationäre Therapie, in der sie lernt mit ihrer Krankheit zu leben und sich von der erdrückenden Liebe der Mutter zu lösen. Sie kehrt danach nicht mehr zu ihren Eltern, die es noch einmal miteinander versuchen wollen, zurück, sondern beginnt ihr eigenständiges Leben in einer betreuten Wohngruppe.

## Hintergrund
Die Dreharbeiten fanden vom 13. Oktober 2004 bis 13. November 2004 in München und Umgebung statt. Liebe Amelie wurde beim Filmfest München 2005 aufgeführt. Die Fernseh-Erstausstrahlung war am 2. November 2005 im Ersten.

## Auszeichnungen
2005 erhielt Maria Kwiatkowsky den Förderpreis Deutscher Film als beste Darstellerin in Liebe Amelie.